# San Andrés Tuxtla kommun
San Andrés Tuxtla är en kommun i Mexiko.   Den ligger i delstaten Veracruz, i den sydöstra delen av landet, 400 km öster om huvudstaden Mexico City.
Följande samhällen finns i San Andrés Tuxtla:
- San Andrés Tuxtla
- Comoapan
- Texcaltitán Xoteapan
- Texalpan de Arriba
- Cerro las Iguanas
- Tilapan
- Juan Jacobo Torres Bodega de Totontepec
- La Nueva Victoria
- Abrevadero
- Los Pinos
- Tonalapan
- San Isidro Xoteapan
- Cuesta de Laja
- Cuesta Amarilla
- Soyata
- Matacapan
- Santa Rosa Abata
- Los Naranjos
- El Huidero
- La Redonda
- Salinas Roca Partida
- José María Morelos y Pavón
- Benito Juárez
- El Popotal
- Los Mérida
- Cerro Amarillo de Arriba
- Bezuapan
- Apixita
- El Remolino
- Cebadilla Chica
- El Polvorín
- San Juan de la Gloria
- El Nopal
- Ahuacapan
- Rancho Nuevo
- Lauchapan
- Enrique López Huitrón
- Ricardo Flores Magón
- Los Manantiales
- Paso de la Vía
- Arroyo de Liza
- Prolongación Primitivo R. Valencia
- Toro Prieto
- La Boca
- Los Órganos
- Nuevo Progreso
- Adolfo Ruiz Cortines
- Villas de Santa María
- Roberto Enríquez Ruiz
- El Nacaxtle
- Arroyo de Limón
- Cobaltepec
- Colonia Habitat
- Miltepec
- Real de San Andrés
- Ixbiapan
- El Diamante
- Cuauhtémoc
- Tierra Dura
- Bella Vista
- Revolución
- San Marcos
- Tres Zapotes
- El Cebollal
- Vista Hermosa II
- Colonia el Paraíso
- Matalapan Monterrey
- La Aurora
- Ley Seis de Enero de 1915
- El Paraíso
- Lázaro Cárdenas